# LOL
LOL eller lol, et akronym for laugh(ing) out loud, eller lots of laughs (griner højt), er et populært Internet slang. Det blev først brugt næsten udelukkende på Usenet, men er siden blevet udbredt i andre former for computer-medier og endda ansigt til ansigt kommunikation. 
LOL  er også en forkortelse for League of Legends.  